# Alboconis cretacica
Alboconis cretacica là một loài côn trùng trong họ Coniopterygidae thuộc bộ Neuroptera. Loài này được Nel et al. miêu tả năm 2005.